# Лотошна
Лото́шна або Лето́шна (рос. Лотошная, Летошная) — річка в Республіці Комі, Росія, права притока річки Кедровка, правої притоки річка Печора. Протікає територією Троїцько-Печорського району.
Річка протікає на схід, південь, південний захід, південь та схід.